# João Moutinho
João Filipe Iria Santos Moutinho, född 8 september 1986 i Barreiro, är en portugisisk fotbollsspelare som spelar för Braga. Han har även spelat för Portugals landslag. Moutinho kan spela både som offensiv och defensiv mittfältare.

## Klubbkarriär
Moutinho flyttade redan som 13-åring från sin lokala klubb Portimonense till Sporting Lissabon. Inför säsongen 2004-2005, endast 17 år gammal, kallades Moutinho upp till A-laget av Sportings dåvarande tränare José Peseiro. Han återvände dock till ungdomslaget efter försäsongen och hjälpte laget att vinna ligan, även om han tränade med A-laget under hela säsongen. 
Debuten i Sportings A-lag kom den 23 januari 2005 i en cupmatch mot Gil Vicente FC. Moutinho spelade 90 minuter och tog över tröjnummer 28 från Cristiano Ronaldo som inför säsongen hade flyttat till engelska Manchester United. Moutinho fick mer speltid under våren 2005 och med utmärkt spel i UEFA-cup matcherna mot Feyenoord och Newcastle United hjälpte han laget att nå final i turneringen.
Under sin andra A-lagssäsong spelade Moutinho alla ligamatcher för Sporting och den efterföljande säsongen 2006-2007, blev Moutinho vice lagkapten vid en ålder av endast 19 år. Säsongen 2007-2008 utsågs Moutinho till ordinarie lagkapten och blev därmed klubbens näst yngste lagkapten i historien. Detta var också säsongen då Moutinho etablerade sig som en av portugisiska ligans bästa spelare.
Inför säsongen 2010-2011 skrev Moutinho på för FC Porto.
Den 24 juli 2018 blev det officiellt att Moutinho skrivit på ett tvåårskontrakt för Wolverhampton Wanderers. Han köptes för ungefär 5 miljoner pund. I november 2019 skrev Moutinho på ett nytt kontrakt som gäller till sista juni 2022. Den 4 juli 2022 skrev Moutinho på ett nytt ettårskontrakt.
Den 25 augusti 2023 återvände Moutinho till Portugal och skrev på ett ettårskontrakt med Braga. I mars 2024 förlängde han sitt kontrakt med ett år.

## Landslagskarriär
Moutinho debuterade i Portugals A-landslag i en kvalmatch till VM 2006 mot Ryssland. Han fick dock ingen plats i den slutgiltiga VM-truppen. Moutinho har regelbundet blivit uttagen i landslaget de senaste åren och spelade i EM 2008 för Portugal.

## Meriter

### Klubblag
Sporting Lissabon
- Portugisiska cupen (2): 2006/2007, 2007/2008
- Portugisiska Supercupen (2): 2007, 2008

FC Porto
- Primeira Liga (3): 2010/2011, 2011/2012, 2012/2013
- Portugisiska cupen: 2010/2011
- Portugisiska Supercupen (3): 2010, 2011, 2012
- Uefa Europa League: 2010/2011

AS Monaco
- Ligue 1: 2016/2017

Wolverhampton Wanderers
- Premier League Asia Trophy: 2019

### Landslag
Portugal U17
- U17-EM: 2003

Portugal
- EM: 2016
- Uefa Nations League: 2018/2019